# Torneo Clausura 2022 (Liga MX Femenil Sub-17)
El Torneo Clausura 2022, también llamado Grita México Clausura 2022 es la I edición del campeonato de liga de la Liga MX Femenil Fuerzas Básicas con el que finaliza la temporada 2021-2022. Es la principal liga de fútbol profesional para mujeres jóvenes en México, para consolidar a las futbolistas siendo esta la competencia de fuerzas básicas para los clubes de la Liga MX Femenil.

## Sistema de competición
La competencia de Clausura 2022 se desarrollará en dos fases, a saber: 
- Fase de calificación, que se integra por las 18 jornadas del torneo.
- Fase final, que se integra por los partidos de cuartos de final, semifinal y final.

### Fase de clasificación
Participan los 18 clubes filiales de la LIGA MX. Esta se jugará en la modalidad de regional, es decir los 18 clubes divididos en dos grupos, que determinará la LIGA MX.
En la fase de calificación se observará el sistema de puntos, apareciendo en los calendarios de juego primero el nombre del club local seguido del nombre del club visitante. La ubicación en la Tabla General de Clasificación, de cada grupo, estará sujeta a lo siguiente: 
1. Por juego ganado se obtendrán tres puntos.
2. Por juego empatado se obtendrá un punto.
3. Por juego perdido cero puntos.
4. El ganador en serie de penales se le otorgará un punto extra. (Únicamente en el Torneo Sub-17).

Para determinar los lugares que ocuparán los Clubes que participen en la Fase Final del Torneo de la Categoría Sub-17 se tomará como base la Tabla General de Clasificación, al término del torneo correspondiente. 
El orden de los clubes al final de la Fase de Calificación del torneo corresponderá a la suma de los puntos obtenidos por cada uno de ellos y se presentará en forma descendente. 
Si al finalizar las jornadas correspondientes del Torneo, según la categoría de que se trate, dos o más Clubes estuviesen empatados en puntos, su posición en la Tabla General de Clasificación de su grupo será determinada atendiendo a los siguientes criterios de desempate: 
1. Mejor diferencia entre los goles anotados y recibidos.
2. Mayor número de goles anotados.
3. Mayor número de goles anotados como visitante.
4. Marcadores particulares entre los Clubes empatados.
5. Tabla Fair Play.
6. Sorteo.

Para determinar los sitios que ocuparán los Clubes que participen en la Fase Final del Torneo de Fuerzas Básicas Sub-17, se tomarán a los cuatro mejores lugares de cada uno de los Grupos.

### Fase final
Los partidos correspondientes a la Fase Final se desarrollarán, en las siguientes etapas:
- Cuartos de final.

Los partidos de cuartos de final, así como de las semifinales, se jugarán a un solo partido, mientras que la final se jugará a visita recíproca. 
Los ocho clubes calificados para la Fase Final de cada torneo serán reubicados en las llaves de acuerdo con su posición en la Tabla de Clasificación de cada grupo, respectivamente, de la siguiente manera:
Los partidos de cuartos de final se jugarán a un solo partido en el día y horario que determinen los Clubes participantes en conjunto con la LIGA MX, y en la cancha o Estadio del Club mejor ubicado. 
Los Clubes vencedores en los partidos de cuartos de final serán aquellos que anoten el mayor número de goles. De existir empate en el número de goles la posición se definirá mediante una serie de tiros penales.
- Semifinales.

En las semifinales participarán los cuatro clubes vencedores de cuartos de final, reubicándolos del uno al cuatro, de acuerdo a su mejor posición en la tabla General de clasificación al término de la jornada 18 del torneo correspondiente, enfrentándose:
Los partidos de Semifinales se jugarán a un único partido en el día y horario que determinen los Clubes participantes en conjunto con la LIGA MX, y en la cancha o Estadio del Club mejor ubicado.  
Los Clubes vencedores en los partidos de Semifinales serán aquellos que anoten el mayor número de goles. De existir empate en el número de goles, la posición se definirá mediante una serie de tiros penales
- Final

Los partidos de Semifinales se jugarán a un solo partido en el día y horario que determinen los Clubes participantes en conjunto con la LIGA MX, y en la cancha o Estadio del Club mejor ubicado. 
Los Clubes vencedores en los partidos de Semifinales serán aquellos que anoten el mayor número de goles. De existir empate en el número de goles, la posición se definirá mediante una serie de tiros penales hasta que resulte un vencedor.

### Lanzamiento de Tiros Penales
Exclusivamente en el Torneo de Fuerzas Básicas Sub-17, e independientemente del resultado, al final de cada partido y durante la Fase de Calificación se procederá a realizar una serie de cinco tiros desde el punto penal por equipo en un solo marco, declarando vencedor al Club que anote mayor número de goles. 
Si después de que cada Club haya lanzado la serie única de 5 tiros penales alternadamente y los dos Clubes obtuvieran el mismo número de goles o ninguno, se continuarán ejecutando los tiros penales que sean necesarios, uno por uno en el mismo orden, hasta el momento en que cada Club ejecute el mismo número de tiros penales. 
Cuando un Club haya marcado un gol más que el otro será el ganador de los tiros penales. El Club ganador en la serie de penales se le otorgará un punto extra. El Club que se niegue a tirar la serie de tiros penales, se hará acreedor a una multa de 50 000.00 $ (cincuenta mil pesos 00/100 m. n.) y al equipo contrario se le acreditará como ganador de los tiros penales.

## Información de los equipos

### Equipos por Entidad Federativa
| Entidad Federativa | N.º | Equipos                   |
| ------------------ | --- | ------------------------- |
| Ciudad de México   | 3   | América, Cruz Azul y UNAM |
| Jalisco            | 2   | Atlas y Guadalajara       |
| Nuevo León         | 2   | Monterrey y Tigres        |
| Aguascalientes     | 1   | Necaxa                    |
| Baja California    | 1   | Tijuana                   |
| Chihuahua          | 1   | Juárez                    |
| Coahuila           | 1   | Santos                    |
| Estado de México   | 1   | Toluca                    |
| Guanajuato         | 1   | León                      |
| Hidalgo            | 1   | Pachuca                   |
| Puebla             | 1   | Puebla                    |
| Querétaro          | 1   | Querétaro                 |
| San Luis Potosí    | 1   | Atlético de San Luis      |
| Sinaloa            | 1   | Mazatlán                  |

### Información de los equipos participantes
| Equipo               | Ciudad                           | Patrocinador       | Kit          |
| -------------------- | -------------------------------- | ------------------ | ------------ |
| América              | Ciudad de México                 | AT&T               | Nike         |
| Atlas                | Guadalajara, Jalisco             |                    | Charly       |
| Atlético de San Luis | San Luis Potosí, San Luis Potosí | Canel's            | Pirma        |
| Cruz Azul            | Ciudad de México                 | Cemento Cruz Azul  | Joma         |
| Guadalajara          | Guadalajara, Jalisco             | Sello Rojo         | Puma         |
| Juárez               | Ciudad Juárez, Chihuahua         | S-Mart             | Sporelli     |
| León                 | León, Guanajuato                 | Cementos Fortaleza | Charly       |
| Mazatlán             | Mazatlán, Sinaloa                | Banco Azteca       | Pirma        |
| Monterrey            | Monterrey, Nuevo León            | BBVA México        | Puma         |
| Necaxa               | Aguascalientes, Aguascalientes   | Rolcar             | Pirma        |
| Pachuca              | Pachuca, Hidalgo                 | Cementos Fortaleza | Charly       |
| Puebla               | Puebla, Puebla                   | Baz                | Umbro        |
| Querétaro            | Querétaro, Querétaro             | Pedigree           | Charly       |
| Santos               | Torreón, Coahuila                | Soriana            | Charly       |
| Tigres               | Monterrey, Nuevo León            | Cemex              | Adidas       |
| Tijuana              | Tijuana, Baja California         | Caliente           | Charly       |
| Toluca               | Toluca, Estado de México         | Arabela            | Under Armour |
| UNAM                 | Ciudad de México                 | DHL                | Nike         |

## Torneo Regular
- El Calendario completo según la página oficial.
- Los horarios son correspondientes al Tiempo del Centro de México (UTC-6 y UTC-5 en horario de verano).[1]

| Jornada 1     | Jornada 1                                                                                               | Jornada 1   | Jornada 1            | Jornada 1              | Jornada 1     | Jornada 1 | Jornada 1    | Jornada 1  | Jornada 1 | Jornada 1 |
| Local         | Resultado                                                                                               | Resultado   | Visitante            | Estadio                | Fecha         | Hora      | Espectadores | Amonestado | Expulsado |           |
| Local         | General                                                                                                 | Penales     | Visitante            | Estadio                | Fecha         | Hora      | Espectadores | Amonestado | Expulsado |           |
| ------------- | --- | ----------- | -------------------- | ---------------------- | ------------- | --------- | ------------ | ---------- | --------- | --------- |
| UNAM          | 3 – 0 (enlace roto disponible en Internet Archive; véase el historial, la primera versión y la última). | UNAM        | Cruz Azul            | La Cantera             | 8 de enero    | 10:00     | 50           | 0          | 0         |           |
| Querétaro     | 0 – 1                                                                                                   | Querétaro   | América              | CEGAR                  | 8 de enero    | 15:45     | 0            | 1          | 0         |           |
| Guadalajara   | 3 – 1                                                                                                   | Guadalajara | Atlético de San Luis | Verde Valle            | 8 de enero    | 15:45     | 0            | 2          | 0         |           |
| Mazatlán      | 1 – 2                                                                                                   | Mazatlán    | Atlas                | Benito Juárez          | 9 de enero    | 9:00      | 0            | 0          | 0         |           |
| Tijuana       | 3 – 2                                                                                                   | Tijuana     | León                 | Caliente               | 9 de enero    | 9:00      | 100          | 0          | 0         |           |
| Santos Laguna | 4 – 0                                                                                                   | Monterrey   | Monterrey            | Cancha Alterna TSM     | 9 de enero    | 10:00     | 822          | 2          | 0         |           |
| Pachuca       | 3 – 1                                                                                                   | Puebla      | Puebla               | Pabellón Malena Patiño | 9 de enero    | 11:00     | 50           | 0          | 0         |           |
| Juárez        | 0 – 2                                                                                                   | Toluca      | Toluca               | Complejo Bravo         | 15 de febrero | 13:45     |              |            |           |           |

| Jornada 2            | Jornada 2 | Jornada 2 | Jornada 2   | Jornada 2                | Jornada 2   | Jornada 2 | Jornada 2    | Jornada 2  | Jornada 2 |
| Local                | Resultado | Resultado | Visitante   | Estadio                  | Fecha       | Hora      | Espectadores | Amonestado | Expulsado |
| Local                | General   | Penales   | Visitante   | Estadio                  | Fecha       | Hora      | Espectadores | Amonestado | Expulsado |
| -------------------- | --------- | --------- | ----------- | ------------------------ | ----------- | --------- | ------------ | ---------- | --------- |
| Puebla               | 2 – 0     | Puebla    | Querétaro   | Club Alpha 3             | 15 de enero | 12:00     | 0            | 0          | 0         |
| Toluca               | 2 – 0     | Necaxa    | Necaxa      | Instalaciones Metepec    | 15 de enero | 12:00     | 50           | 2          | 0         |
| Atlas                | 3 – 0     | Atlas     | Tijuana     | CECAF                    | 15 de enero | 15:45     | 100          | 3          | 0         |
| León                 | 0 – 2     | León      | Tigres UANL | La Esmeralda             | 15 de enero | 15:45     | 20           | 1          | 0         |
| Monterrey            | 1 – 3     | Monterrey | Guadalajara | El Barrial               | 16 de enero | 10:00     | 100          | 2          | 0         |
| Atlético de San Luis | 1 – 0     | Mazatlán  | Mazatlán    | C. E. La Presa           | 16 de enero | 10:00     | 0            | 0          | 0         |
| América              | 1 – 1     | América   | UNAM        | Cancha Centenario        | 16 de enero | 11:00     | 10           | 2          | 1         |
| Cruz Azul            | 2 – 2     | Pachuca   | Pachuca     | Escuela Cruz Azul Acoxpa | 16 de enero | 11:00     | 0            | 5          | 0         |

| Jornada 3   | Jornada 3 | Jornada 3     | Jornada 3            | Jornada 3         | Jornada 3   | Jornada 3 | Jornada 3    | Jornada 3  | Jornada 3 |
| Local       | Resultado | Resultado     | Visitante            | Estadio           | Fecha       | Hora      | Espectadores | Amonestado | Expulsado |
| Local       | General   | Penales       | Visitante            | Estadio           | Fecha       | Hora      | Espectadores | Amonestado | Expulsado |
| ----------- | --------- | ------------- | -------------------- | ----------------- | ----------- | --------- | ------------ | ---------- | --------- |
| Tigres UANL | 1 – 3     | Santos Laguna | Santos Laguna        | Cueva Zuazua      | 22 de enero | 9:00      | 20           | 5          | 0         |
| UNAM        | 0 – 0     | UNAM          | Juárez               | La Cantera        | 22 de enero | 10:00     | 50           | 1          | 0         |
| Querétaro   | 0 – 1     | Querétaro     | Toluca               | CEGAR             | 22 de enero | 15:45     | 10           | 5          | 0         |
| Guadalajara | 4 – 0     | León          | León                 | Verde Valle       | 22 de enero | 15:45     | 0            | 0          | 0         |
| Necaxa      | 0 – 1     | Cruz Azul     | Cruz Azul            | Casa Club Necaxa  | 22 de enero | 15:45     | 50           | 0          | 0         |
| América     | 4 – 1     | América       | Puebla               | Cancha Centenario | 23 de enero | 11:00     | 0            | 2          | 0         |
| Tijuana     | 1 – 3     | Tijuana       | Atlético de San Luis | Caliente          | 23 de enero | 11:00     | 50           | 3          | 1         |
| Atlas       | 1 – 0     | Atlas         | Monterrey            | CECAF             | 26 de enero | 15:45     | 0            | 3          | 1         |

| Jornada 4            | Jornada 4 | Jornada 4            | Jornada 4   | Jornada 4                | Jornada 4    | Jornada 4 | Jornada 4    | Jornada 4  | Jornada 4 |
| Local                | Resultado | Resultado            | Visitante   | Estadio                  | Fecha        | Hora      | Espectadores | Amonestado | Expulsado |
| Local                | General   | Penales              | Visitante   | Estadio                  | Fecha        | Hora      | Espectadores | Amonestado | Expulsado |
| -------------------- | --------- | -------------------- | ----------- | ------------------------ | ------------ | --------- | ------------ | ---------- | --------- |
| Tigres UANL          | 1 – 1     | Tigres UANL          | Tijuana     | Cueva Zuazua             | 29 de enero  | 9:00      | 40           | 3          | 1         |
| Toluca               | 2 – 1     | UNAM                 | UNAM        | Instalaciones Metepec    | 29 de enero  | 12:00     | 0            | 3          | 0         |
| Santos Laguna        | 3 – 0     | Guadalajara          | Guadalajara | Cancha Alterna TSM       | 29 de enero  | 15:45     | 0            | 1          | 0         |
| Atlético de San Luis | 0 – 1     | Atlético de San Luis | Atlas       | C. E. La Presa           | 30 de enero  | 10:00     | 0            | 1          | 0         |
| Monterrey            | 0 – 1     | Mazatlán             | Mazatlán    | El Barrial               | 30 de enero  | 10:00     | 50           | 4          | 0         |
| Pachuca              | 1 – 1     | Pachuca              | América     | Pabellón Malena Patiño   | 30 de enero  | 11:00     | 50           | 3          | 0         |
| Juárez               | 0 – 0     | Necaxa               | Necaxa      | Complejo Bravo           | 30 de enero  | 13:45     | 0            | 1          | 0         |
| Cruz Azul            | 0 – 1     | Querétaro            | Querétaro   | Escuela Cruz Azul Acoxpa | 4 de febrero | 11:30     | 0            | 1          | 0         |

| Jornada 5            | Jornada 5 | Jornada 5            | Jornada 5     | Jornada 5             | Jornada 5    | Jornada 5 | Jornada 5    | Jornada 5  | Jornada 5 |
| Local                | Resultado | Resultado            | Visitante     | Estadio               | Fecha        | Hora      | Espectadores | Amonestado | Expulsado |
| Local                | General   | Penales              | Visitante     | Estadio               | Fecha        | Hora      | Espectadores | Amonestado | Expulsado |
| -------------------- | --------- | -------------------- | ------------- | --------------------- | ------------ | --------- | ------------ | ---------- | --------- |
| UNAM                 | 2 – 1     | Pachuca              | Pachuca       | La Cantera            | 5 de enero   | 10:00     | 0            | 2          | 0         |
| Querétaro            | 1 – 2     | Juárez               | Juárez        | CEGAR                 | 5 de enero   | 15:45     | 0            | 2          | 1         |
| Necaxa               | 1 – 1     | Puebla               | Puebla        | Casa Club Necaxa      | 5 de enero   | 15:45     | 50           | 2          | 0         |
| Toluca               | 2 – 1     | Toluca               | Cruz Azul     | Instalaciones Metepec | 6 de febrero | 10:00     | 0            | 7          | 2         |
| Atlético de San Luis | 0 – 1     | Atlético de San Luis | Santos Laguna | C. E. La Presa        | 6 de febrero | 10:00     | 0            | 5          | 0         |
| Monterrey            | 0 – 1     | Monterrey            | León          | El Barrial            | 6 de febrero | 10:00     | 100          | 4          | 0         |
| Mazatlán             | 2 – 1     | Tigres UANL          | Tigres UANL   | Benito Juárez         | 6 de febrero | 10:00     | 100          | 4          | 0         |
| Tijuana              | 2 – 0     | Tijuana              | Guadalajara   | Caliente              | 6 de febrero | 11:00     | 0            | 0          | 0         |

| Jornada 6     | Jornada 6 | Jornada 6     | Jornada 6            | Jornada 6          | Jornada 6     | Jornada 6 | Jornada 6    | Jornada 6  | Jornada 6 |
| Local         | Resultado | Resultado     | Visitante            | Estadio            | Fecha         | Hora      | Espectadores | Amonestado | Expulsado |
| Local         | General   | Penales       | Visitante            | Estadio            | Fecha         | Hora      | Espectadores | Amonestado | Expulsado |
| ------------- | --------- | ------------- | -------------------- | ------------------ | ------------- | --------- | ------------ | ---------- | --------- |
| Tigres UANL   | 2 – 1     | Tigres UANL   | Monterrey            | Cueva Zuazua       | 12 de febrero | 9:00      | 50           | 3          | 0         |
| Puebla        | 3 – 2     | Toluca        | Toluca               | Club Alpha 3       | 12 de febrero | 12:00     | 50           | 4          | 0         |
| Querétaro     | 2 – 0     | UNAM          | UNAM                 | CEGAR              | 12 de febrero | 15:45     | 0            | 1          | 0         |
| León          | 4 – 2     | León          | Atlético de San Luis | La Esmeralda       | 12 de febrero | 15:45     | 0            | 1          | 0         |
| Necaxa        | 2 – 2     | Necaxa        | Pachuca              | Casa Club Necaxa   | 12 de febrero | 15:45     | 0            | 1          | 0         |
| Santos Laguna | 1 – 3     | Santos Laguna | Atlas                | Cancha Alterna TSM | 13 de febrero | 10:00     | 50           | 2          | 0         |
| Mazatlán      | 0 – 1     | Tijuana       | Tijuana              | Benito Juárez      | 13 de febrero | 10:00     | 50           | 0          | 0         |
| Juárez        | 0 – 5     | América       | América              | Complejo Bravo     | 13 de febrero | 13:45     | 0            | 0          | 0         |

| Jornada 7   | Jornada 7 | Jornada 7   | Jornada 7     | Jornada 7              | Jornada 7     | Jornada 7 | Jornada 7    | Jornada 7  | Jornada 7 |
| Local       | Resultado | Resultado   | Visitante     | Estadio                | Fecha         | Hora      | Espectadores | Amonestado | Expulsado |
| Local       | General   | Penales     | Visitante     | Estadio                | Fecha         | Hora      | Espectadores | Amonestado | Expulsado |
| ----------- | --------- | ----------- | ------------- | ---------------------- | ------------- | --------- | ------------ | ---------- | --------- |
| Puebla      | 0 – 2     | UNAM        | UNAM          | Club Alpha 3           | 19 de febrero | 9:00      | 0            | 1          | 0         |
| Atlas       | 1 – 1     | Atlas       | Tigres UANL   | CECAF                  | 19 de febrero | 15:45     | 0            | 6          | 0         |
| Guadalajara | 0 – 0     | Guadalajara | Mazatlán      | Verde Valle            | 19 de febrero | 15:45     | 0            | 3          | 0         |
| León        | 2 – 1     | León        | Santos Laguna | La Esmeralda           | 20 de febrero | 10:00     | 0            | 4          | 0         |
| América     | 2 – 0     | América     | Necaxa        | Cancha Centenario      | 20 de febrero | 10:00     | 0            | 3          | 0         |
| Pachuca     | 1 – 0     | Pachuca     | Querétaro     | Pabellón Malena Patiño | 20 de febrero | 11:00     | 0            | 2          | 1         |
| Tijuana     | 1 – 0     | Monterrey   | Monterrey     | Caliente               | 20 de febrero | 11:00     | 133          | 1          | 0         |
| Juárez      | 0 – 1     | Cruz Azul   | Cruz Azul     | Complejo Bravo         | 20 de febrero | 11:00     | 0            | 3          | 0         |

| Jornada 8   | Jornada 8 | Jornada 8   | Jornada 8            | Jornada 8                | Jornada 8     | Jornada 8 | Jornada 8    | Jornada 8  | Jornada 8 |
| Local       | Resultado | Resultado   | Visitante            | Estadio                  | Fecha         | Hora      | Espectadores | Amonestado | Expulsado |
| Local       | General   | Penales     | Visitante            | Estadio                  | Fecha         | Hora      | Espectadores | Amonestado | Expulsado |
| ----------- | --------- | ----------- | -------------------- | ------------------------ | ------------- | --------- | ------------ | ---------- | --------- |
| Tigres UANL | 3 – 1     | Tigres UANL | Guadalajara          | Cueva Zuazua             | 26 de febrero | 9:00      | 60           | 4          | 0         |
| Atlas       | 0 – 1     | Atlas       | León                 | CECAF                    | 26 de febrero | 15:45     | 0            | 2          | 0         |
| Necaxa      | 2 – 0     | Querétaro   | Querétaro            | Casa Club Necaxa         | 26 de febrero | 15:45     | 50           | 5          | 0         |
| Monterrey   | 4 – 0     | Monterrey   | Atlético de San Luis | El Barrial               | 27 de febrero | 10:00     | 50           | 2          | 0         |
| Mazatlán    | 1 – 0     | Mazatlán    | Santos Laguna        | Benito Juárez            | 27 de febrero | 10:00     | 100          | 3          | 0         |
| América     | 4 – 1     | América     | Toluca               | Cancha Centenario        | 27 de febrero | 11:00     | 30           | 3          | 0         |
| Pachuca     | 2 – 2     | Juárez      | Juárez               | Pabellón Malena Patiño   | 27 de febrero | 11:00     | 0            | 4          | 0         |
| Cruz Azul   | 1 – 2     | Cruz Azul   | Puebla               | Escuela Cruz Azul Acoxpa | 27 de febrero | 11:00     | 0            | 1          | 0         |

| Jornada 9            | Jornada 9 | Jornada 9            | Jornada 9   | Jornada 9                | Jornada 9   | Jornada 9 | Jornada 9    | Jornada 9  | Jornada 9 |
| Local                | Resultado | Resultado            | Visitante   | Estadio                  | Fecha       | Hora      | Espectadores | Amonestado | Expulsado |
| Local                | General   | Penales              | Visitante   | Estadio                  | Fecha       | Hora      | Espectadores | Amonestado | Expulsado |
| -------------------- | --------- | -------------------- | ----------- | ------------------------ | ----------- | --------- | ------------ | ---------- | --------- |
| UNAM                 | 1 – 1     | Necaxa               | Necaxa      | La Cantera               | 5 de marzo  | 10:00     | 0            | 2          | 0         |
| Toluca               | 1 – 2     | Pachuca              | Pachuca     | Instalaciones Metepec    | 5 de marzo  | 12:00     | 30           | 1          | 0         |
| León                 | 3 – 1     | Mazatlán             | Mazatlán    | La Esmeralda             | 5 de marzo  | 15:45     | 0            | 2          | 0         |
| Santos Laguna        | 2 – 1     | Santos Laguna        | Tijuana     | Cancha Alterna TSM       | 5 de marzo  | 15:45     | 50           | 2          | 0         |
| Puebla               | 3 – 2     | Juárez               | Juárez      | Club Alpha 3             | 5 de marzo  | 15:45     | 30           | 1          | 0         |
| Cruz Azul            | 0 – 3     | Cruz Azul            | América     | Escuela Cruz Azul Acoxpa | 23 de marzo | 15:45     | 75           | 1          | 0         |
| Guadalajara          | 4 – 1     | Atlas                | Atlas       | Verde Valle              | 30 de marzo | 15:45     | 100          | 4          | 0         |
| Atlético de San Luis | 0 – 0     | Atlético de San Luis | Tigres UANL | C. E. La Presa           | 14 de abril | 15:45     | 50           | 2          | 0         |

| Jornada 10           | Jornada 10 | Jornada 10           | Jornada 10    | Jornada 10             | Jornada 10  | Jornada 10 | Jornada 10   | Jornada 10 | Jornada 10 |
| Local                | Resultado  | Resultado            | Visitante     | Estadio                | Fecha       | Hora       | Espectadores | Amonestado | Expulsado  |
| Local                | General    | Penales              | Visitante     | Estadio                | Fecha       | Hora       | Espectadores | Amonestado | Expulsado  |
| -------------------- | ---------- | -------------------- | ------------- | ---------------------- | ----------- | ---------- | ------------ | ---------- | ---------- |
| Tigres UANL          | 0 – 1      | Tigres UANL          | León          | Cueva Zuazua           | 12 de marzo | 9:00       | 20           | 1          | 0          |
| Toluca               | 3 – 2      | Toluca               | Puebla        | Instalaciones Metepec  | 12 de marzo | 12:00      | 0            | 4          | 2          |
| Atlas                | 2 – 2      | Santos Laguna        | Santos Laguna | CECAF                  | 12 de marzo | 15:45      | 0            | 4          | 0          |
| Atlético de San Luis | 1 – 1      | Atlético de San Luis | Guadalajara   | C. E. La Presa         | 13 de marzo | 10:00      | 50           | 1          | 0          |
| Mazatlán             | 0 – 1      | Mazatlán             | Monterrey     | Benito Juárez          | 13 de marzo | 10:00      | 100          | 1          | 0          |
| América              | 3 – 0      | Querétaro            | Querétaro     | Cancha Centenario      | 13 de marzo | 11:00      | 40           | 2          | 0          |
| Pachuca              | 3 – 0      | Pachuca              | Cruz Azul     | Pabellón Malena Patiño | 13 de marzo | 11:00      | 50           | 1          | 0          |
| Juárez               | 0 – 0      | UNAM                 | UNAM          | Complejo Bravo         | 13 de marzo | 13:45      | 0            | 2          | 0          |

| Jornada 11    | Jornada 11 | Jornada 11           | Jornada 11           | Jornada 11         | Jornada 11  | Jornada 11 | Jornada 11   | Jornada 11 | Jornada 11 |
| Local         | Resultado  | Resultado            | Visitante            | Estadio            | Fecha       | Hora       | Espectadores | Amonestado | Expulsado  |
| Local         | General    | Penales              | Visitante            | Estadio            | Fecha       | Hora       | Espectadores | Amonestado | Expulsado  |
| ------------- | ---------- | -------------------- | -------------------- | ------------------ | ----------- | ---------- | ------------ | ---------- | ---------- |
| Tigres UANL   | 4 – 0      | Mazatlán             | Mazatlán             | Cueva Zuazua       | 19 de marzo | 9:00       | 50           | 0          | 0          |
| UNAM          | 0 – 4      | América              | América              | La Cantera         | 19 de marzo | 10:00      | 50           | 3          | 0          |
| Puebla        | 2 – 2      | Puebla               | Pachuca              | Club Alpha 3       | 19 de marzo | 12:00      | 40           | 3          | 0          |
| Querétaro     | 3 – 1      | Cruz Azul            | Cruz Azul            | CEGAR              | 19 de marzo | 15:45      | 0            | 3          | 0          |
| Guadalajara   | 2 – 0      | Tijuana              | Tijuana              | Verde Valle        | 19 de marzo | 15:45      | 150          | 2          | 0          |
| Necaxa        | 1 – 2      | Toluca               | Toluca               | Casa Club Necaxa   | 19 de marzo | 15:45      | 50           | 3          | 0          |
| Santos Laguna | 1 – 1      | Atlético de San Luis | Atlético de San Luis | Cancha Alterna TSM | 19 de marzo | 15:45      | 100          | 3          | 0          |
| Monterrey     | 1 – 1      | Atlas                | Atlas                | El Barrial         | 20 de marzo | 10:00      | 100          | 4          | 1          |

| Jornada 12           | Jornada 12 | Jornada 12           | Jornada 12  | Jornada 12               | Jornada 12  | Jornada 12 | Jornada 12   | Jornada 12 | Jornada 12 |
| Local                | Resultado  | Resultado            | Visitante   | Estadio                  | Fecha       | Hora       | Espectadores | Amonestado | Expulsado  |
| Local                | General    | Penales              | Visitante   | Estadio                  | Fecha       | Hora       | Espectadores | Amonestado | Expulsado  |
| -------------------- | ---------- | -------------------- | ----------- | ------------------------ | ----------- | ---------- | ------------ | ---------- | ---------- |
| Toluca               | 3 – 3      | Toluca               | Querétaro   | Instalaciones Metepec    | 26 de marzo | 12:00      | 0            | 3          | 0          |
| Puebla               | 0 – 0      | Puebla               | Necaxa      | Club Alpha 3             | 26 de marzo | 12:00      | 0            | 5          | 0          |
| León                 | 0 – 0      | León                 | Guadalajara | La Esmeralda             | 26 de marzo | 12:00      | 50           | 3          | 0          |
| Santos Laguna        | 3 – 0      | Santos Laguna        | Mazatlán    | Cancha Alterna TSM       | 26 de marzo | 12:00      | 50           | 2          | 0          |
| Atlético de San Luis | 2 – 2      | Atlético de San Luis | Monterrey   | C. E. La Presa           | 27 de marzo | 10:00      | 50           | 8          | 3          |
| Pachuca              | 2 – 1      | Pachuca              | UNAM        | Pabellón Malena Patiño   | 27 de marzo | 11:00      | 50           | 2          | 0          |
| Tijuana              | 1 – 4      | Tijuana              | Tigres UANL | Caliente                 | 27 de marzo | 11:00      | 50           | 1          | 0          |
| Cruz Azul            | 2 – 1      | Juárez               | Juárez      | Escuela Cruz Azul Acoxpa | 27 de marzo | 11:00      | 30           | 1          | 1          |

| Jornada 13  | Jornada 13 | Jornada 13           | Jornada 13           | Jornada 13               | Jornada 13  | Jornada 13 | Jornada 13   | Jornada 13 | Jornada 13 |
| Local       | Resultado  | Resultado            | Visitante            | Estadio                  | Fecha       | Hora       | Espectadores | Amonestado | Expulsado  |
| Local       | General    | Penales              | Visitante            | Estadio                  | Fecha       | Hora       | Espectadores | Amonestado | Expulsado  |
| ----------- | ---------- | -------------------- | -------------------- | ------------------------ | ----------- | ---------- | ------------ | ---------- | ---------- |
| Tigres UANL | 1 – 0      | Atlético de San Luis | Atlético de San Luis | Cueva Zuazua             | 2 de abril  | 9:00       | 100          | 1          | 0          |
| Querétaro   | 2 – 1      | Querétaro            | Puebla               | CEGAR                    | 2 de abril  | 15:45      | 0            | 3          | 0          |
| Necaxa      | 2 – 4      | América              | América              | Casa Club Necaxa         | 2 de abril  | 15:45      | 50           | 4          | 0          |
| Monterrey   | 0 – 0      | Santos Laguna        | Santos Laguna        | El Barrial               | 3 de abril  | 10:00      | 100          | 2          | 0          |
| Mazatlán    | 1 – 1      | Mazatlán             | León                 | Benito Juárez            | 3 de abril  | 10:00      | 100          | 6          | 0          |
| Tijuana     | 2 – 1      | Atlas                | Atlas                | Caliente                 | 3 de abril  | 11:00      | 20           | 0          | 0          |
| Cruz Azul   | 3 – 2      | Cruz Azul            | Toluca               | Escuela Cruz Azul Acoxpa | 3 de abril  | 11:00      | 100          | 3          | 1          |
| Juárez      | 0 – 3      | Juárez               | Pachuca              | Complejo Bravo           | 13 de abril | 12:00      | 0            | 0          | 0          |

| Jornada 14           | Jornada 14 | Jornada 14  | Jornada 14  | Jornada 14             | Jornada 14  | Jornada 14 | Jornada 14   | Jornada 14 | Jornada 14 |
| Local                | Resultado  | Resultado   | Visitante   | Estadio                | Fecha       | Hora       | Espectadores | Amonestado | Expulsado  |
| Local                | General    | Penales     | Visitante   | Estadio                | Fecha       | Hora       | Espectadores | Amonestado | Expulsado  |
| -------------------- | ---------- | ----------- | ----------- | ---------------------- | ----------- | ---------- | ------------ | ---------- | ---------- |
| Pachuca              | 0 – 0      | Pachuca     | Necaxa      | Pabellón Malena Patiño | 30 de marzo | 9:00       | 0            | 0          | 0          |
| UNAM                 | 3 – 0      | Querétaro   | Querétaro   | La Cantera             | 9 de abril  | 11:00      | 50           | 0          | 0          |
| Toluca               | 3 – 2      | Toluca      | Juárez      | Instalaciones Metepec  | 9 de abril  | 12:00      | 50           | 4          | 0          |
| León                 | 0 – 1      | León        | Atlas       | La Esmeralda           | 9 de abril  | 15:45      | 0            | 2          | 0          |
| Monterrey            | 2 – 2      | Monterrey   | Tigres UANL | El Barrial             | 10 de abril | 10:00      | 200          | 6          | 0          |
| Atlético de San Luis | 3 – 2      | Tijuana     | Tijuana     | C. E. La Presa         | 10 de abril | 10:00      | 50           | 2          | 0          |
| Mazatlán             | 0 – 3      | Guadalajara | Guadalajara | Benito Juárez          | 10 de abril | 10:00      | 100          | 1          | 0          |
| América              | 3 – 1      | Cruz Azul   | Cruz Azul   | Campo Centenario       | 10 de abril | 11:00      | 100          | 4          | 0          |

| Jornada 15           | Jornada 15 | Jornada 15           | Jornada 15    | Jornada 15               | Jornada 15  | Jornada 15 | Jornada 15   | Jornada 15 | Jornada 15 |
| Local                | Resultado  | Resultado            | Visitante     | Estadio                  | Fecha       | Hora       | Espectadores | Amonestado | Expulsado  |
| Local                | General    | Penales              | Visitante     | Estadio                  | Fecha       | Hora       | Espectadores | Amonestado | Expulsado  |
| -------------------- | ---------- | -------------------- | ------------- | ------------------------ | ----------- | ---------- | ------------ | ---------- | ---------- |
| Toluca               | 1 – 5      | Toluca               | América       | Instalaciones Metepec    | 15 de abril | 12:00      | 50           | 4          | 0          |
| Atlas                | 5 – 0      | Mazatlán             | Mazatlán      | CECAF                    | 15 de abril | 15:45      | 0            | 5          | 0          |
| Querétaro            | 0 – 1      | Querétaro            | Necaxa        | CEGAR                    | 15 de abril | 15:45      | 0            | 0          | 0          |
| Guadalajara          | 4 – 0      | Monterrey            | Monterrey     | Verde Valle              | 15 de abril | 15:45      | 150          | 2          | 0          |
| Atlético de San Luis | 3 – 0      | Atlético de San Luis | León          | C. E. La Presa           | 16 de abril | 10:00      | 50           | 3          | 0          |
| Tijuana              | 3 – 3      | Santos Laguna        | Santos Laguna | Caliente                 | 16 de abril | 11:00      | 50           | 1          | 0          |
| Cruz Azul            | 1 – 3      | UNAM                 | UNAM          | Escuela Cruz Azul Acoxpa | 16 de abril | 11:00      | 80           | 5          | 1          |
| Juárez               | 1 – 2      | Puebla               | Puebla        | Complejo Bravo           | 16 de abril | 13:45      | 0            | 1          | 0          |

| Jornada 16    | Jornada 16 | Jornada 16           | Jornada 16           | Jornada 16         | Jornada 16  | Jornada 16 | Jornada 16   | Jornada 16 | Jornada 16 |
| Local         | Resultado  | Resultado            | Visitante            | Estadio            | Fecha       | Hora       | Espectadores | Amonestado | Expulsado  |
| Local         | General    | Penales              | Visitante            | Estadio            | Fecha       | Hora       | Espectadores | Amonestado | Expulsado  |
| ------------- | ---------- | -------------------- | -------------------- | ------------------ | ----------- | ---------- | ------------ | ---------- | ---------- |
| UNAM          | 1 – 1      | UNAM                 | Toluca               | La Cantera         | 22 de abril | 10:00      | 50           | 4          | 0          |
| Puebla        | 2 – 1      | Puebla               | Cruz Azul            | Club Alpha 3       | 22 de abril | 12:00      | 50           | 2          | 0          |
| Atlas         | 1 – 2      | Guadalajara          | Guadalajara          | CECAF              | 22 de abril | 15:45      | 0            | 6          | 0          |
| León          | 1 – 0      | Tijuana              | Tijuana              | La Esmeralda       | 22 de abril | 15:45      | 0            | 3          | 0          |
| Necaxa        | 3 – 0      | Necaxa               | Juárez               | Casa Club Necaxa   | 22 de abril | 15:45      | 30           | 2          | 0          |
| Santos Laguna | 4 – 2      | Tigres UANL          | Tigres UANL          | Cancha Alterna TSM | 22 de abril | 15:45      | 70           | 5          | 0          |
| Mazatlán      | 0 – 1      | Atlético de San Luis | Atlético de San Luis | Benito Juárez      | 23 de abril | 10:00      | 80           | 2          | 0          |
| América       | 0 – 1      | América              | Pachuca              | Cancha Centenario  | 23 de abril | 11:00      | 50           | 1          | 0          |

| Jornada 17  | Jornada 17 | Jornada 17  | Jornada 17    | Jornada 17             | Jornada 17  | Jornada 17 | Jornada 17   | Jornada 17 | Jornada 17 |
| Local       | Resultado  | Resultado   | Visitante     | Estadio                | Fecha       | Hora       | Espectadores | Amonestado | Expulsado  |
| Local       | General    | Penales     | Visitante     | Estadio                | Fecha       | Hora       | Espectadores | Amonestado | Expulsado  |
| ----------- | ---------- | ----------- | ------------- | ---------------------- | ----------- | ---------- | ------------ | ---------- | ---------- |
| Tigres UANL | 1 – 0      | Tigres UANL | Atlas         | Cueva Zuazua           | 30 de abril | 9:00       | 50           | 2          | 0          |
| Puebla      | 0 – 3      | América     | América       | Club Alpha 3           | 30 de abril | 12:00      | 60           | 1          | 0          |
| Guadalajara | 2 – 2      | Guadalajara | Santos Laguna | Verde Valle            | 30 de abril | 15:45      | 50           | 1          | 0          |
| León        | 3 – 0      | Monterrey   | Monterrey     | La Esmeralda           | 30 de abril | 15:45      | 0            | 7          | 0          |
| Necaxa      | 3 – 1      | Necaxa      | UNAM          | Casa Club Necaxa       | 30 de abril | 15:45      | 50           | 2          | 0          |
| Pachuca     | 2 – 1      | Toluca      | Toluca        | Pabellón Malena Patiño | 1 de mayo   | 11:00      | 80           | 1          | 0          |
| Tijuana     | 0 – 0      | Mazatlán    | Mazatlán      | Caliente               | 1 de mayo   | 11:00      | 50           | 2          | 0          |
| Juárez      | 1 – 1      | Juárez      | Querétaro     | Complejo Bravo         | 1 de mayo   | 13:45      | 0            | 3          | 1          |

| Jornada 18    | Jornada 18 | Jornada 18           | Jornada 18           | Jornada 18               | Jornada 18 | Jornada 18 | Jornada 18   | Jornada 18 | Jornada 18 |
| Local         | Resultado  | Resultado            | Visitante            | Estadio                  | Fecha      | Hora       | Espectadores | Amonestado | Expulsado  |
| Local         | General    | Penales              | Visitante            | Estadio                  | Fecha      | Hora       | Espectadores | Amonestado | Expulsado  |
| ------------- | ---------- | -------------------- | -------------------- | ------------------------ | ---------- | ---------- | ------------ | ---------- | ---------- |
| UNAM          | 1 – 0      | UNAM                 | Puebla               | La Cantera               | 7 de mayo  | 10:00      | 100          | 4          | 1          |
| Atlas         | 0 – 0      | Atlético de San Luis | Atlético de San Luis | CECAF                    | 7 de mayo  | 15:45      | 0            | 4          | 0          |
| Querétaro     | 1 – 2      | Querétaro            | Pachuca              | CEGAR                    | 7 de mayo  | 15:45      | 50           | 1          | 0          |
| Guadalajara   | 0 – 2      | Guadalajara          | Tigres UANL          | Verde Valle              | 7 de mayo  | 15:45      | 100          | 4          | 1          |
| Santos Laguna | 3 – 2      | León                 | León                 | Cancha Alterna TSM       | 7 de mayo  | 15:45      | 100          | 2          | 1          |
| Monterrey     | 2 – 0      | Tijuana              | Tijuana              | El Barrial               | 8 de mayo  | 10:00      | 50           | 1          | 0          |
| América       | 7 – 0      | América              | Juárez               | Cancha Centenario        | 8 de mayo  | 11:00      | 50           | 0          | 0          |
| Cruz Azul     | 1 – 5      | Necaxa               | Necaxa               | Escuela Cruz Azul Acoxpa | 8 de mayo  | 11:00      | 100          | 2          | 0          |

## Tabla por Grupos
- Datos según la página oficial de la competición.
- Fecha de actualización: 28 de mayo de 2022

| GRUPO 1 | GRUPO 1              | GRUPO 1 | GRUPO 1 | GRUPO 1 | GRUPO 1 | GRUPO 1 | GRUPO 1 | GRUPO 1 | GRUPO 1 | GRUPO 1 |
|         | Equipos              | PJ      | PG      | PE      | PP      | GF      | GC      | Dif.    | Pen     | Pts.    |
| ------- | -------------------- | ------- | ------- | ------- | ------- | ------- | ------- | ------- | ------- | ------- |
| 1.      | América              | 16      | 13      | 2       | 1       | 50      | 9       | 41      | 10      | 51      |
| 2.      | Pachuca              | 16      | 9       | 6       | 1       | 29      | 16      | 13      | 8       | 41      |
| 3.      | Toluca               | 16      | 8       | 2       | 6       | 29      | 30      | -1      | 9       | 35      |
| 4.      | UNAM                 | 16      | 6       | 5       | 5       | 20      | 18      | 2       | 9       | 32      |
| 5.      | Necaxa               | 16      | 6       | 5       | 5       | 23      | 18      | 5       | 7       | 30      |
| 6.      | Puebla               | 16      | 6       | 2       | 8       | 23      | 30      | -7      | 7       | 27      |
| 7.      | Querétaro            | 16      | 4       | 2       | 10      | 14      | 24      | -10     | 9       | 23      |
| 6.      | Cruz Azul            | 16      | 4       | 1       | 11      | 16      | 35      | -19     | 7       | 20      |
| 9.      | Juárez               | 16      | 1       | 5       | 10      | 11      | 35      | -24     | 6       | 14      |
| GRUPO 2 |                      |         |         |         |         |         |         |         |         |         |
|         | Equipos              | PJ      | PG      | PE      | PP      | GF      | GC      | Dif.    | Pen     | Pts.    |
| 1.      | Santos               | 16      | 8       | 5       | 3       | 33      | 20      | 13      | 7       | 36      |
| 2.      | Guadalajara          | 16      | 8       | 4       | 4       | 29      | 17      | 12      | 7       | 35      |
| 3.      | León                 | 16      | 8       | 2       | 6       | 21      | 21      | 0       | 7       | 33      |
| 4.      | Tigres               | 16      | 7       | 4       | 5       | 26      | 18      | 8       | 7       | 32      |
| 5.      | Atlas                | 16      | 7       | 4       | 5       | 23      | 16      | 7       | 7       | 32      |
| 6.      | Atlético de San Luis | 16      | 5       | 5       | 6       | 18      | 21      | -3      | 10      | 30      |
| 8.      | Tijuana              | 16      | 5       | 3       | 8       | 18      | 27      | -9      | 9       | 27      |
| 7.      | Monterrey            | 16      | 4       | 4       | 8       | 15      | 24      | -9      | 8       | 24      |
| 9.      | Mazatlán             | 16      | 3       | 3       | 10      | 7       | 26      | -19     | 10      | 22      |

|  | Líder del grupo (1.º Lugar).           |
|  | Mejores 4 del Grupo (2.º a 4.º Lugar). |
|  | Último lugar.                          |
|  | Partido pospuesto (Puntos incompletos) |

## Tabla General
- Datos según la página oficial de la competición.
- Fecha de actualización: 28 de mayo de 2022

|     | Equipos              | PJ | PG | PE | PP | GF | GC | Dif. | Pen | Pts. |
| --- | -------------------- | -- | -- | -- | -- | -- | -- | ---- | --- | ---- |
| 1.  | América              | 16 | 13 | 2  | 1  | 50 | 9  | 41   | 10  | 51   |
| 2.  | Pachuca              | 16 | 9  | 6  | 1  | 29 | 16 | 13   | 8   | 41   |
| 3.  | Santos               | 16 | 8  | 5  | 3  | 33 | 20 | 13   | 7   | 36   |
| 4.  | Guadalajara          | 16 | 8  | 4  | 4  | 29 | 17 | 12   | 7   | 35   |
| 5.  | Toluca               | 16 | 8  | 2  | 6  | 29 | 30 | -1   | 9   | 35   |
| 6.  | León                 | 16 | 8  | 2  | 6  | 21 | 21 | 0    | 7   | 33   |
| 7.  | Tigres               | 16 | 7  | 4  | 5  | 26 | 18 | 8    | 7   | 32   |
| 8.  | Atlas                | 16 | 7  | 4  | 5  | 23 | 16 | 7    | 7   | 32   |
| 9.  | UNAM                 | 16 | 6  | 5  | 5  | 20 | 18 | 2    | 9   | 32   |
| 10. | Necaxa               | 16 | 6  | 5  | 5  | 23 | 18 | 5    | 7   | 30   |
| 11. | Atlético de San Luis | 16 | 5  | 5  | 6  | 18 | 21 | -3   | 10  | 30   |
| 12. | Puebla               | 16 | 6  | 2  | 8  | 23 | 30 | -7   | 7   | 27   |
| 13. | Tijuana              | 16 | 5  | 3  | 8  | 18 | 27 | -9   | 9   | 27   |
| 13. | Monterrey            | 16 | 4  | 4  | 8  | 15 | 24 | -9   | 8   | 24   |
| 14. | Querétaro            | 16 | 4  | 2  | 10 | 14 | 24 | -10  | 9   | 23   |
| 15. | Mazatlán             | 16 | 3  | 3  | 10 | 7  | 26 | -19  | 10  | 22   |
| 17. | Cruz Azul            | 16 | 4  | 1  | 11 | 16 | 35 | -19  | 7   | 20   |
| 18. | Juárez               | 16 | 1  | 5  | 10 | 11 | 35 | -24  | 6   | 14   |

| Simbología |
| --- |
| Pos – Posición; PJ – Partidos Jugados; PG - Partidos Ganados; PE - Partidos Empatados; PP - Partidos Perdidos; GF – Goles a Favor; PEN - Puntos extra obtenidos por tanda de penales; GC – Goles en Contra; DIF – Diferencia de Goles; PTS - Puntos. |

|  | Líder (1.º Lugar).                            |
|  | Mejores 8 en Tabla General (2.º a 8.º Lugar). |
|  | Último lugar.                                 |
|  | Jornada suspendida (Puntos incompletos)       |

### Evolución de la clasificación
Fecha de actualización: 28 de mayo de 2022
| Equipo / Jornada     | 01 | 02 | 03 | 04 | 05 | 06 | 07 | 08 | 09 | 10 | 11 | 12 | 13 | 14 | 15 | 16 | 17 | 18 |
| -------------------- | -- | -- | -- | -- | -- | -- | -- | -- | -- | -- | -- | -- | -- | -- | -- | -- | -- | -- |
| América              | 8  | 6  | 4  | 5  | 6  | 3  | 3  | 1  | 1  | 1  | 1  | 1  | 1  | 1  | 1  | 1  | 1  | 1  |
| Pachuca              | 6  | 5  | 8  | 7  | 9  | 9  | 9  | 8  | 5  | 2  | 4  | 3  | 2  | 2  | 3  | 2  | 2  | 2  |
| Santos               | 5  | 9  | 5  | 4  | 3  | 4  | 4  | 7  | 4  | 6  | 6  | 4  | 4  | 5  | 5  | 5  | 5  | 3  |
| Guadalajara          | 2  | 1  | 2  | 3  | 4  | 7  | 7  | 10 | 9  | 8  | 7  | 7  | 9  | 7  | 6  | 4  | 4  | 4  |
| Toluca               | 3  | 3  | 3  | 2  | 1  | 1  | 1  | 3  | 6  | 4  | 2  | 2  | 3  | 3  | 2  | 3  | 3  | 5  |
| León                 | 15 | 15 | 15 | 17 | 16 | 12 | 12 | 6  | 3  | 5  | 5  | 6  | 6  | 6  | 8  | 7  | 6  | 6  |
| Tigres               | 14 | 10 | 12 | 12 | 12 | 14 | 14 | 12 | 12 | 12 | 11 | 8  | 7  | 8  | 9  | 11 | 8  | 7  |
| Atlas                | 7  | 2  | 1  | 1  | 2  | 2  | 2  | 2  | 2  | 3  | 3  | 5  | 5  | 4  | 4  | 6  | 7  | 8  |
| UNAM                 | 1  | 4  | 6  | 6  | 5  | 6  | 6  | 5  | 7  | 7  | 8  | 9  | 10 | 10 | 7  | 8  | 9  | 9  |
| Necaxa               | 13 | 14 | 18 | 15 | 17 | 15 | 15 | 16 | 13 | 15 | 17 | 17 | 17 | 17 | 17 | 13 | 12 | 10 |
| Atlético de San Luis | 16 | 11 | 7  | 8  | 10 | 13 | 13 | 17 | 17 | 14 | 15 | 14 | 16 | 11 | 10 | 9  | 10 | 11 |
| Puebla               | 11 | 7  | 10 | 13 | 11 | 8  | 8  | 11 | 10 | 10 | 9  | 10 | 11 | 15 | 12 | 10 | 11 | 12 |
| Tijuana              | 4  | 8  | 11 | 11 | 7  | 5  | 5  | 4  | 8  | 9  | 10 | 11 | 8  | 9  | 11 | 12 | 13 | 13 |
| Monterrey            | 12 | 13 | 16 | 18 | 18 | 17 | 17 | 13 | 14 | 13 | 13 | 13 | 15 | 14 | 14 | 15 | 16 | 14 |
| Querétaro            | 10 | 17 | 14 | 10 | 14 | 11 | 11 | 15 | 16 | 16 | 14 | 15 | 12 | 12 | 13 | 14 | 14 | 15 |
| Mazatlán             | 9  | 12 | 13 | 9  | 8  | 10 | 10 | 9  | 11 | 11 | 12 | 12 | 14 | 16 | 16 | 17 | 15 | 16 |
| Cruz Azul            | 18 | 16 | 9  | 14 | 15 | 18 | 18 | 14 | 15 | 17 | 16 | 16 | 13 | 13 | 15 | 16 | 17 | 17 |
| Juárez               | 17 | 18 | 17 | 16 | 13 | 16 | 16 | 18 | 17 | 18 | 18 | 18 | 18 | 18 | 18 | 18 | 18 | 18 |

## Liguilla
|  | Cuartos de final | Cuartos de final | Cuartos de final |             |         | Semifinales | Semifinales | Semifinales |  |         | Final                   | Final                   | Final                   | Final                   | Final                   |  |
|  | 14 de Mayo       | 14 de Mayo       | 14 de Mayo       |             |         | 21 de Mayo  | 21 de Mayo  | 21 de Mayo  |  |         | 25 de Mayo y 28 de Mayo | 25 de Mayo y 28 de Mayo | 25 de Mayo y 28 de Mayo | 25 de Mayo y 28 de Mayo | 25 de Mayo y 28 de Mayo |  |
|  |                  |                  |                  |             |         |             |             |             |  |         |                         |                         |                         |                         |                         |  |
|  |                  |                  |                  |             |         |             |             |             |  |         |                         |                         |                         |                         |                         |  |
|  | América          | América          | 1                |             |         |             |             |             |  |         |                         |                         |                         |                         |                         |  |
|  | América          | América          | 1                |             |         |             |             |             |  |         |                         |                         |                         |                         |                         |  |
|  | Tigres           | Tigres           | 0                |             |         |             |             |             |  |         |                         |                         |                         |                         |                         |  |
|  | Tigres           | Tigres           | 0                |             | América | América     | 2           |             |  |         |                         |                         |                         |                         |                         |  |
|  |                  |                  |                  |             | América | América     | 2           |             |  |         |                         |                         |                         |                         |                         |  |
|  |                  |                  | Guadalajara      | Guadalajara | 1       |             |             |             |  |         |                         |                         |                         |                         |                         |  |
|  | Guadalajara      | Guadalajara      | Guadalajara      | Guadalajara | 1       | 2           |             |             |  |         |                         |                         |                         |                         |                         |  |
|  | Guadalajara      | Guadalajara      |                  |             |         |             |             |             |  |         |                         |                         |                         |                         |                         |  |
|  | Toluca           | Toluca           | 0                |             |         |             |             |             |  |         |                         |                         |                         |                         |                         |  |
|  | Toluca           | Toluca           | 0                |             |         |             |             |             |  | América | América                 | 2                       | 1                       | 3 (3) p.                |                         |  |
|  |                  |                  |                  |             |         |             |             |             |  | América | América                 | 2                       | 1                       | 3 (3) p.                |                         |  |
|  |                  |                  | Santos           | Santos      | 1       | 2           | 3 (1)       |             |  |         |                         |                         |                         |                         |                         |  |
|  | Santos           | Santos           | Santos           | Santos      | 1       | 2           | 3 (1)       | 2           |  |         |                         |                         |                         |                         |                         |  |
|  | Santos           | Santos           |                  |             |         |             |             | 2           |  |         |                         |                         |                         |                         |                         |  |
|  | UNAM             | UNAM             | 0                |             |         |             |             |             |  |         |                         |                         |                         |                         |                         |  |
|  | UNAM             | UNAM             | 0                |             | Santos  | Santos      | 5           |             |  |         |                         |                         |                         |                         |                         |  |
|  |                  |                  |                  |             | Santos  | Santos      | 5           |             |  |         |                         |                         |                         |                         |                         |  |
|  |                  |                  | Pachuca          | Pachuca     | 3       |             |             |             |  |         |                         |                         |                         |                         |                         |  |
|  | Pachuca          | Pachuca          | Pachuca          | Pachuca     | 3       | 2           |             |             |  |         |                         |                         |                         |                         |                         |  |
|  | Pachuca          | Pachuca          |                  |             |         |             |             |             |  |         |                         |                         |                         |                         |                         |  |
|  | León             | León             | 0                |             |         |             |             |             |  |         |                         |                         |                         |                         |                         |  |
|  | León             | León             | 0                |             |         |             |             |             |  |         |                         |                         |                         |                         |                         |  |
|  |                  |                  |                  |             |         |             |             |             |  |         |                         |                         |                         |                         |                         |  |

### Cuartos de final

#### Santos – UNAM
| 14 de mayo de 2022             | Santos                       | 2:0     | UNAM | Cancha Alterna TSM Cancha 2, Saltillo, Coahuila          |                                                          |
| 10:00 (UTC -6)                 | 53' P. Peña · 69' C. Guevara | Reporte |      | Asistencia: 100 espectadores Árbitro(s): Paola Hernández | Asistencia: 100 espectadores Árbitro(s): Paola Hernández |
| Santos clasifica a Semifinales |                              |         |      |                                                          |                                                          |

#### Pachuca – León
| 14 de mayo de 2022              | Pachuca                         | 2:0     | León | Pabellón Malena Patiño Cancha 8, Pachuca                 |                                                          |
| 11:00 (UTC -6)                  | 49' A. Fragoso · 67' F. Antunez | Reporte |      | Asistencia: 200 espectadores Árbitro(s): Nohemí Martínez | Asistencia: 200 espectadores Árbitro(s): Nohemí Martínez |
| Pachuca clasifica a Semifinales |                                 |         |      |                                                          |                                                          |

#### América – Tigres
| 14 de mayo de 2022              | América         | 1:0     | Tigres | Cancha Centenario No. 5 Club América, Ciudad de México  |                                                         |
| 11:00 (UTC -6)                  | 90+3'X. Viñolas | Reporte |        | Asistencia: 150 espectadores Árbitro(s): Ximena Márquez | Asistencia: 150 espectadores Árbitro(s): Ximena Márquez |
| América clasifica a Semifinales |                 |         |        |                                                         |                                                         |

#### Guadalajara – Toluca
| 14 de mayo de 2022               | Guadalajara                        | 2:0     | Toluca | Verde Valle - Cancha 2, Zapopan                             |                                                             |
| 15:45 (UTC -6)                   | 52' A. Navarro · 90+4' I. González | Reporte |        | Asistencia: 300 espectadores Árbitro(s): Monserrat González | Asistencia: 300 espectadores Árbitro(s): Monserrat González |
| Guadalajara avanza a Semifinales |                                    |         |        |                                                             |                                                             |

### Semifinal

#### América – Guadalajara
| 21 de mayo de 2022 | América                          | 2:1     | Guadalajara         | Cancha Centenario No. 5 Club América, Ciudad de México       |                                                              |
| 11:00 (UTC -6)     | 90+4' P. Suárez · 90+6' I. Muñóz | Reporte | 90' (P) V. González | Asistencia: 250 espectadores Árbitro(s): Ana Paola Hernández | Asistencia: 250 espectadores Árbitro(s): Ana Paola Hernández |

#### Santos – Pachuca
| 21 de mayo de 2022 | Santos                                                                     | 5:3     | Pachuca                                            | Cancha Alterna TSM Cancha 2, Saltillo, Coahuila                 |                                                                 |
| 10:00 (UTC -6)     | 27' P. Peña · 53' C. Guevara · 58' P. Peña · 61' A. Sema · 90+3' M. Zapata | Reporte | 73' M. Angulo · 80' (P) K. Jasso · 85' V. Gallegos | Asistencia: 0 espectadores Árbitro(s): Erika Monserrat González | Asistencia: 0 espectadores Árbitro(s): Erika Monserrat González |

#### Final - Ida
| 1  | {{{POS LOCAL 1}}}  | {{{JUGADOR LOCAL 1}}}  |  |
| 2  | {{{POS LOCAL 2}}}  | {{{JUGADOR LOCAL 2}}}  |  |
| 3  | {{{POS LOCAL 3}}}  | {{{JUGADOR LOCAL 3}}}  |  |
| 4  | {{{POS LOCAL 4}}}  | {{{JUGADOR LOCAL 4}}}  |  |
| 5  | {{{POS LOCAL 5}}}  | {{{JUGADOR LOCAL 5}}}  |  |
| 6  | {{{POS LOCAL 6}}}  | {{{JUGADOR LOCAL 6}}}  |  |
| 7  | {{{POS LOCAL 7}}}  | {{{JUGADOR LOCAL 7}}}  |  |
| 8  | {{{POS LOCAL 8}}}  | {{{JUGADOR LOCAL 8}}}  |  |
| 9  | {{{POS LOCAL 9}}}  | {{{JUGADOR LOCAL 9}}}  |  |
| 10 | {{{POS LOCAL 10}}} | {{{JUGADOR LOCAL 10}}} |  |
| 11 | {{{POS LOCAL 11}}} | {{{JUGADOR LOCAL 11}}} |  |

| 1  | {{{POS VISITA 1}}}  | {{{JUGADOR VISITA 1}}}  |  |
| 2  | {{{POS VISITA 2}}}  | {{{JUGADOR VISITA 2}}}  |  |
| 3  | {{{POS VISITA 3}}}  | {{{JUGADOR VISITA 3}}}  |  |
| 4  | {{{POS VISITA 4}}}  | {{{JUGADOR VISITA 4}}}  |  |
| 5  | {{{POS VISITA 5}}}  | {{{JUGADOR VISITA 5}}}  |  |
| 6  | {{{POS VISITA 6}}}  | {{{JUGADOR VISITA 6}}}  |  |
| 7  | {{{POS VISITA 7}}}  | {{{JUGADOR VISITA 7}}}  |  |
| 8  | {{{POS VISITA 8}}}  | {{{JUGADOR VISITA 8}}}  |  |
| 9  | {{{POS VISITA 9}}}  | {{{JUGADOR VISITA 9}}}  |  |
| 10 | {{{POS VISITA 10}}} | {{{JUGADOR VISITA 10}}} |  |
| 11 | {{{POS VISITA 11}}} | {{{JUGADOR VISITA 11}}} |  |

| 1  | {{{POS LOCAL 1}}}  | {{{JUGADOR LOCAL 1}}}  |  |
| 2  | {{{POS LOCAL 2}}}  | {{{JUGADOR LOCAL 2}}}  |  |
| 3  | {{{POS LOCAL 3}}}  | {{{JUGADOR LOCAL 3}}}  |  |
| 4  | {{{POS LOCAL 4}}}  | {{{JUGADOR LOCAL 4}}}  |  |
| 5  | {{{POS LOCAL 5}}}  | {{{JUGADOR LOCAL 5}}}  |  |
| 6  | {{{POS LOCAL 6}}}  | {{{JUGADOR LOCAL 6}}}  |  |
| 7  | {{{POS LOCAL 7}}}  | {{{JUGADOR LOCAL 7}}}  |  |
| 8  | {{{POS LOCAL 8}}}  | {{{JUGADOR LOCAL 8}}}  |  |
| 9  | {{{POS LOCAL 9}}}  | {{{JUGADOR LOCAL 9}}}  |  |
| 10 | {{{POS LOCAL 10}}} | {{{JUGADOR LOCAL 10}}} |  |
| 11 | {{{POS LOCAL 11}}} | {{{JUGADOR LOCAL 11}}} |  |

| 1  | {{{POS VISITA 1}}}  | {{{JUGADOR VISITA 1}}}  |  |
| 2  | {{{POS VISITA 2}}}  | {{{JUGADOR VISITA 2}}}  |  |
| 3  | {{{POS VISITA 3}}}  | {{{JUGADOR VISITA 3}}}  |  |
| 4  | {{{POS VISITA 4}}}  | {{{JUGADOR VISITA 4}}}  |  |
| 5  | {{{POS VISITA 5}}}  | {{{JUGADOR VISITA 5}}}  |  |
| 6  | {{{POS VISITA 6}}}  | {{{JUGADOR VISITA 6}}}  |  |
| 7  | {{{POS VISITA 7}}}  | {{{JUGADOR VISITA 7}}}  |  |
| 8  | {{{POS VISITA 8}}}  | {{{JUGADOR VISITA 8}}}  |  |
| 9  | {{{POS VISITA 9}}}  | {{{JUGADOR VISITA 9}}}  |  |
| 10 | {{{POS VISITA 10}}} | {{{JUGADOR VISITA 10}}} |  |
| 11 | {{{POS VISITA 11}}} | {{{JUGADOR VISITA 11}}} |  |

| 1  | {{{POS LOCAL 1}}}  | {{{JUGADOR LOCAL 1}}}  |  |
| 2  | {{{POS LOCAL 2}}}  | {{{JUGADOR LOCAL 2}}}  |  |
| 3  | {{{POS LOCAL 3}}}  | {{{JUGADOR LOCAL 3}}}  |  |
| 4  | {{{POS LOCAL 4}}}  | {{{JUGADOR LOCAL 4}}}  |  |
| 5  | {{{POS LOCAL 5}}}  | {{{JUGADOR LOCAL 5}}}  |  |
| 6  | {{{POS LOCAL 6}}}  | {{{JUGADOR LOCAL 6}}}  |  |
| 7  | {{{POS LOCAL 7}}}  | {{{JUGADOR LOCAL 7}}}  |  |
| 8  | {{{POS LOCAL 8}}}  | {{{JUGADOR LOCAL 8}}}  |  |
| 9  | {{{POS LOCAL 9}}}  | {{{JUGADOR LOCAL 9}}}  |  |
| 10 | {{{POS LOCAL 10}}} | {{{JUGADOR LOCAL 10}}} |  |
| 11 | {{{POS LOCAL 11}}} | {{{JUGADOR LOCAL 11}}} |  |

| 1  | {{{POS VISITA 1}}}  | {{{JUGADOR VISITA 1}}}  |  |
| 2  | {{{POS VISITA 2}}}  | {{{JUGADOR VISITA 2}}}  |  |
| 3  | {{{POS VISITA 3}}}  | {{{JUGADOR VISITA 3}}}  |  |
| 4  | {{{POS VISITA 4}}}  | {{{JUGADOR VISITA 4}}}  |  |
| 5  | {{{POS VISITA 5}}}  | {{{JUGADOR VISITA 5}}}  |  |
| 6  | {{{POS VISITA 6}}}  | {{{JUGADOR VISITA 6}}}  |  |
| 7  | {{{POS VISITA 7}}}  | {{{JUGADOR VISITA 7}}}  |  |
| 8  | {{{POS VISITA 8}}}  | {{{JUGADOR VISITA 8}}}  |  |
| 9  | {{{POS VISITA 9}}}  | {{{JUGADOR VISITA 9}}}  |  |
| 10 | {{{POS VISITA 10}}} | {{{JUGADOR VISITA 10}}} |  |
| 11 | {{{POS VISITA 11}}} | {{{JUGADOR VISITA 11}}} |  |

| 1  | {{{POS LOCAL 1}}}  | {{{JUGADOR LOCAL 1}}}  |  |
| 2  | {{{POS LOCAL 2}}}  | {{{JUGADOR LOCAL 2}}}  |  |
| 3  | {{{POS LOCAL 3}}}  | {{{JUGADOR LOCAL 3}}}  |  |
| 4  | {{{POS LOCAL 4}}}  | {{{JUGADOR LOCAL 4}}}  |  |
| 5  | {{{POS LOCAL 5}}}  | {{{JUGADOR LOCAL 5}}}  |  |
| 6  | {{{POS LOCAL 6}}}  | {{{JUGADOR LOCAL 6}}}  |  |
| 7  | {{{POS LOCAL 7}}}  | {{{JUGADOR LOCAL 7}}}  |  |
| 8  | {{{POS LOCAL 8}}}  | {{{JUGADOR LOCAL 8}}}  |  |
| 9  | {{{POS LOCAL 9}}}  | {{{JUGADOR LOCAL 9}}}  |  |
| 10 | {{{POS LOCAL 10}}} | {{{JUGADOR LOCAL 10}}} |  |
| 11 | {{{POS LOCAL 11}}} | {{{JUGADOR LOCAL 11}}} |  |

| 1  | {{{POS VISITA 1}}}  | {{{JUGADOR VISITA 1}}}  |  |
| 2  | {{{POS VISITA 2}}}  | {{{JUGADOR VISITA 2}}}  |  |
| 3  | {{{POS VISITA 3}}}  | {{{JUGADOR VISITA 3}}}  |  |
| 4  | {{{POS VISITA 4}}}  | {{{JUGADOR VISITA 4}}}  |  |
| 5  | {{{POS VISITA 5}}}  | {{{JUGADOR VISITA 5}}}  |  |
| 6  | {{{POS VISITA 6}}}  | {{{JUGADOR VISITA 6}}}  |  |
| 7  | {{{POS VISITA 7}}}  | {{{JUGADOR VISITA 7}}}  |  |
| 8  | {{{POS VISITA 8}}}  | {{{JUGADOR VISITA 8}}}  |  |
| 9  | {{{POS VISITA 9}}}  | {{{JUGADOR VISITA 9}}}  |  |
| 10 | {{{POS VISITA 10}}} | {{{JUGADOR VISITA 10}}} |  |
| 11 | {{{POS VISITA 11}}} | {{{JUGADOR VISITA 11}}} |  |

#### Final - Vuelta
| 1  | {{{POS LOCAL 1}}}  | {{{JUGADOR LOCAL 1}}}  |  |
| 2  | {{{POS LOCAL 2}}}  | {{{JUGADOR LOCAL 2}}}  |  |
| 3  | {{{POS LOCAL 3}}}  | {{{JUGADOR LOCAL 3}}}  |  |
| 4  | {{{POS LOCAL 4}}}  | {{{JUGADOR LOCAL 4}}}  |  |
| 5  | {{{POS LOCAL 5}}}  | {{{JUGADOR LOCAL 5}}}  |  |
| 6  | {{{POS LOCAL 6}}}  | {{{JUGADOR LOCAL 6}}}  |  |
| 7  | {{{POS LOCAL 7}}}  | {{{JUGADOR LOCAL 7}}}  |  |
| 8  | {{{POS LOCAL 8}}}  | {{{JUGADOR LOCAL 8}}}  |  |
| 9  | {{{POS LOCAL 9}}}  | {{{JUGADOR LOCAL 9}}}  |  |
| 10 | {{{POS LOCAL 10}}} | {{{JUGADOR LOCAL 10}}} |  |
| 11 | {{{POS LOCAL 11}}} | {{{JUGADOR LOCAL 11}}} |  |

| 1  | {{{POS VISITA 1}}}  | {{{JUGADOR VISITA 1}}}  |  |
| 2  | {{{POS VISITA 2}}}  | {{{JUGADOR VISITA 2}}}  |  |
| 3  | {{{POS VISITA 3}}}  | {{{JUGADOR VISITA 3}}}  |  |
| 4  | {{{POS VISITA 4}}}  | {{{JUGADOR VISITA 4}}}  |  |
| 5  | {{{POS VISITA 5}}}  | {{{JUGADOR VISITA 5}}}  |  |
| 6  | {{{POS VISITA 6}}}  | {{{JUGADOR VISITA 6}}}  |  |
| 7  | {{{POS VISITA 7}}}  | {{{JUGADOR VISITA 7}}}  |  |
| 8  | {{{POS VISITA 8}}}  | {{{JUGADOR VISITA 8}}}  |  |
| 9  | {{{POS VISITA 9}}}  | {{{JUGADOR VISITA 9}}}  |  |
| 10 | {{{POS VISITA 10}}} | {{{JUGADOR VISITA 10}}} |  |
| 11 | {{{POS VISITA 11}}} | {{{JUGADOR VISITA 11}}} |  |

| 1  | {{{POS LOCAL 1}}}  | {{{JUGADOR LOCAL 1}}}  |  |
| 2  | {{{POS LOCAL 2}}}  | {{{JUGADOR LOCAL 2}}}  |  |
| 3  | {{{POS LOCAL 3}}}  | {{{JUGADOR LOCAL 3}}}  |  |
| 4  | {{{POS LOCAL 4}}}  | {{{JUGADOR LOCAL 4}}}  |  |
| 5  | {{{POS LOCAL 5}}}  | {{{JUGADOR LOCAL 5}}}  |  |
| 6  | {{{POS LOCAL 6}}}  | {{{JUGADOR LOCAL 6}}}  |  |
| 7  | {{{POS LOCAL 7}}}  | {{{JUGADOR LOCAL 7}}}  |  |
| 8  | {{{POS LOCAL 8}}}  | {{{JUGADOR LOCAL 8}}}  |  |
| 9  | {{{POS LOCAL 9}}}  | {{{JUGADOR LOCAL 9}}}  |  |
| 10 | {{{POS LOCAL 10}}} | {{{JUGADOR LOCAL 10}}} |  |
| 11 | {{{POS LOCAL 11}}} | {{{JUGADOR LOCAL 11}}} |  |

| 1  | {{{POS VISITA 1}}}  | {{{JUGADOR VISITA 1}}}  |  |
| 2  | {{{POS VISITA 2}}}  | {{{JUGADOR VISITA 2}}}  |  |
| 3  | {{{POS VISITA 3}}}  | {{{JUGADOR VISITA 3}}}  |  |
| 4  | {{{POS VISITA 4}}}  | {{{JUGADOR VISITA 4}}}  |  |
| 5  | {{{POS VISITA 5}}}  | {{{JUGADOR VISITA 5}}}  |  |
| 6  | {{{POS VISITA 6}}}  | {{{JUGADOR VISITA 6}}}  |  |
| 7  | {{{POS VISITA 7}}}  | {{{JUGADOR VISITA 7}}}  |  |
| 8  | {{{POS VISITA 8}}}  | {{{JUGADOR VISITA 8}}}  |  |
| 9  | {{{POS VISITA 9}}}  | {{{JUGADOR VISITA 9}}}  |  |
| 10 | {{{POS VISITA 10}}} | {{{JUGADOR VISITA 10}}} |  |
| 11 | {{{POS VISITA 11}}} | {{{JUGADOR VISITA 11}}} |  |

| 1  | {{{POS LOCAL 1}}}  | {{{JUGADOR LOCAL 1}}}  |  |
| 2  | {{{POS LOCAL 2}}}  | {{{JUGADOR LOCAL 2}}}  |  |
| 3  | {{{POS LOCAL 3}}}  | {{{JUGADOR LOCAL 3}}}  |  |
| 4  | {{{POS LOCAL 4}}}  | {{{JUGADOR LOCAL 4}}}  |  |
| 5  | {{{POS LOCAL 5}}}  | {{{JUGADOR LOCAL 5}}}  |  |
| 6  | {{{POS LOCAL 6}}}  | {{{JUGADOR LOCAL 6}}}  |  |
| 7  | {{{POS LOCAL 7}}}  | {{{JUGADOR LOCAL 7}}}  |  |
| 8  | {{{POS LOCAL 8}}}  | {{{JUGADOR LOCAL 8}}}  |  |
| 9  | {{{POS LOCAL 9}}}  | {{{JUGADOR LOCAL 9}}}  |  |
| 10 | {{{POS LOCAL 10}}} | {{{JUGADOR LOCAL 10}}} |  |
| 11 | {{{POS LOCAL 11}}} | {{{JUGADOR LOCAL 11}}} |  |

| 1  | {{{POS VISITA 1}}}  | {{{JUGADOR VISITA 1}}}  |  |
| 2  | {{{POS VISITA 2}}}  | {{{JUGADOR VISITA 2}}}  |  |
| 3  | {{{POS VISITA 3}}}  | {{{JUGADOR VISITA 3}}}  |  |
| 4  | {{{POS VISITA 4}}}  | {{{JUGADOR VISITA 4}}}  |  |
| 5  | {{{POS VISITA 5}}}  | {{{JUGADOR VISITA 5}}}  |  |
| 6  | {{{POS VISITA 6}}}  | {{{JUGADOR VISITA 6}}}  |  |
| 7  | {{{POS VISITA 7}}}  | {{{JUGADOR VISITA 7}}}  |  |
| 8  | {{{POS VISITA 8}}}  | {{{JUGADOR VISITA 8}}}  |  |
| 9  | {{{POS VISITA 9}}}  | {{{JUGADOR VISITA 9}}}  |  |
| 10 | {{{POS VISITA 10}}} | {{{JUGADOR VISITA 10}}} |  |
| 11 | {{{POS VISITA 11}}} | {{{JUGADOR VISITA 11}}} |  |

| 1  | {{{POS LOCAL 1}}}  | {{{JUGADOR LOCAL 1}}}  |  |
| 2  | {{{POS LOCAL 2}}}  | {{{JUGADOR LOCAL 2}}}  |  |
| 3  | {{{POS LOCAL 3}}}  | {{{JUGADOR LOCAL 3}}}  |  |
| 4  | {{{POS LOCAL 4}}}  | {{{JUGADOR LOCAL 4}}}  |  |
| 5  | {{{POS LOCAL 5}}}  | {{{JUGADOR LOCAL 5}}}  |  |
| 6  | {{{POS LOCAL 6}}}  | {{{JUGADOR LOCAL 6}}}  |  |
| 7  | {{{POS LOCAL 7}}}  | {{{JUGADOR LOCAL 7}}}  |  |
| 8  | {{{POS LOCAL 8}}}  | {{{JUGADOR LOCAL 8}}}  |  |
| 9  | {{{POS LOCAL 9}}}  | {{{JUGADOR LOCAL 9}}}  |  |
| 10 | {{{POS LOCAL 10}}} | {{{JUGADOR LOCAL 10}}} |  |
| 11 | {{{POS LOCAL 11}}} | {{{JUGADOR LOCAL 11}}} |  |

| 1  | {{{POS VISITA 1}}}  | {{{JUGADOR VISITA 1}}}  |  |
| 2  | {{{POS VISITA 2}}}  | {{{JUGADOR VISITA 2}}}  |  |
| 3  | {{{POS VISITA 3}}}  | {{{JUGADOR VISITA 3}}}  |  |
| 4  | {{{POS VISITA 4}}}  | {{{JUGADOR VISITA 4}}}  |  |
| 5  | {{{POS VISITA 5}}}  | {{{JUGADOR VISITA 5}}}  |  |
| 6  | {{{POS VISITA 6}}}  | {{{JUGADOR VISITA 6}}}  |  |
| 7  | {{{POS VISITA 7}}}  | {{{JUGADOR VISITA 7}}}  |  |
| 8  | {{{POS VISITA 8}}}  | {{{JUGADOR VISITA 8}}}  |  |
| 9  | {{{POS VISITA 9}}}  | {{{JUGADOR VISITA 9}}}  |  |
| 10 | {{{POS VISITA 10}}} | {{{JUGADOR VISITA 10}}} |  |
| 11 | {{{POS VISITA 11}}} | {{{JUGADOR VISITA 11}}} |  |

## Estadísticas

### Clasificación juego limpio
- Datos según la página oficial.
- Fecha de actualización: 28 de mayo de 2022

| Lugar                                | Club                                 |          |          |          | Puntos   |
| ------------------------------------ | ------------------------------------ | -------- | -------- | -------- | -------- |
| 1                                    | Pachuca                              | 11       | 0        | 0        | 11       |
| 2                                    | Juárez                               | 10       | 1        | 0        | 13       |
| 3                                    | Tijuana                              | 10       | 1        | 1        | 16       |
| 4                                    | Necaxa                               | 18       | 0        | 0        | 18       |
| 5                                    | León                                 | 19       | 0        | 0        | 19       |
| 6                                    | Tigres                               | 19       | 0        | 0        | 19       |
| 7                                    | UNAM                                 | 13       | 2        | 0        | 19       |
| 8                                    | Mazatlán                             | 19       | 0        | 0        | 19       |
| 9                                    | Atlético de San Luis                 | 17       | 0        | 1        | 20       |
| 10                                   | Querétaro                            | 14       | 0        | 2        | 20       |
| 11                                   | Atlas                                | 23       | 0        | 0        | 23       |
| 12                                   | Puebla                               | 17       | 1        | 1        | 23       |
| 13                                   | Guadalajara                          | 21       | 1        | 0        | 24       |
| 14                                   | América                              | 24       | 0        | 1        | 27       |
| 15                                   | Toluca                               | 24       | 0        | 1        | 27       |
| 16                                   | Cruz Azul                            | 18       | 3        | 0        | 27       |
| 17                                   | Santos                               | 30       | 0        | 0        | 30       |
| 18                                   | Monterrey                            | 21       | 3        | 1        | 33       |
| Primera Tarjeta Amarilla             | Primera Tarjeta Amarilla             | 1 punto  | 1 punto  | 1 punto  | 1 punto  |
| Segunda Tarjeta Amarilla y Expulsión | Segunda Tarjeta Amarilla y Expulsión | 3 puntos | 3 puntos | 3 puntos | 3 puntos |
| Tarjeta Roja Directa                 | Tarjeta Roja Directa                 | 3 puntos | 3 puntos | 3 puntos | 3 puntos |

En caso de empate, la tabla general de posiciones es el principal criterio para desempatar.

### Porterías en Blanco
| Posición | Jugadora         | Club                 | Porterías en Blanco | Partidos | Min. |
| -------- | ---------------- | -------------------- | ------------------- | -------- | ---- |
| 1º       | Alexa Santana    | América              | 7                   | 10       | 723  |
| 2º       | Jashia López     | Guadalajara          | 6                   | 14       | 1259 |
| 3º       | Mar Moya         | UNAM                 | 5                   | 15       | 1350 |
| 4º       | Luz Prieto       | Atlético de San Luis | 5                   | 14       | 1260 |
| 5º       | Aída Cantú       | Santos               | 4                   | 12       | 1070 |
| 6º       | Hiromi Hernández | León                 | 4                   | 13       | 1170 |
| 7º       | Paola Pérez      | Pachuca              | 4                   | 12       | 1025 |

### Máximas goleadoras
Lista con las máximas goleadoras del torneo.
| Posición | Jugadora          | Club    | Goles | Min. | Frec.      |
| -------- | ----------------- | ------- | ----- | ---- | ---------- |
| 1º       | Naomi Muñoz       | América | 13    | 1166 | 89.69 min  |
| 2º       | Noemí Villalobos  | Atlas   | 13    | 1440 | 110.77 min |
| 3º       | Paulina Peña      | Santos  | 12    | 1094 | 91.17 min  |
| 4º       | Karla Moreno      | América | 10    | 1303 | 130.30 min |
| 5º       | Liliana Fernández | Puebla  | 10    | 1378 | 137.80 min |

#### Tripletes o más
| Jugadora         | Club    | Local  | Resultado | Visita   | Goles         | Fecha                 | Jornada    |
| ---------------- | ------- | ------ | --------- | -------- | ------------- | --------------------- | ---------- |
| Karla Moreno     | América | Juárez | 0 – 5     | América  | 25', 45', 67' | 13 de febrero de 2022 | Jornada 6  |
| Itzel Muñóz      | América | UNAM   | 0 – 4     | América  | 3', 41', 46'  | 19 de marzo de 2022   | Jornada 11 |
| Noemí Villalobos | Atlas   | Atlas  | 5 – 0     | Mazatlán | 23', 33', 74' | 15 de abril de 2022   | Jornada 15 |
| Paulina Peña     | Santos  | Santos | 4 – 2     | Tigres   | 2', 34', 83'  | 23 de abril de 2022   | Jornada 16 |